# Conjetura de Lemoine
En teoría de números, la conjetura de Lemoine, llamada así por Émile Lemoine, también conocida como conjetura de Levy, por Hyman Levy, establece que todos los enteros impares mayores que 5 pueden representarse como la suma de un número primo impar y un número semiprimo par.

## Historia
La conjetura fue planteada por Émile Lemoine en 1895, pero la enciclopedia matemática en línea MathWorld la atribuyó erróneamente a Hyman Levy, quien la había reconsiderado en la década de 1960.
Una conjetura similar de Sun en 2008 establece que todos los enteros impares mayores que 3 pueden representarse como la suma de un número primo y el producto de dos enteros positivos consecutivos (p+x(x+1)).

## Definición formal
Para decirlo algebraicamente, 2n + 1 = p + 2q siempre tiene solución con p y q primos (no necesariamente distintos) para n > 2. La conjetura de Lemoine es similar pero más fuerte que la conjetura débil de Goldbach.

## Ejemplo
Por ejemplo, 47 = 13 + 2 × 17 = 37 + 2 × 5 = 41 + 2 × 3 = 43 + 2 × 2. En la sucesión A046927 figuran los valores que indican de cuántas maneras diferentes se puede representar (2n + 1) como (p + 2q).

## Evidencia
Según MathWorld, la conjetura ha sido verificada por Corbitt hasta 109. Una publicación de blog en junio de 2019 también afirmó haber verificado la conjetura hasta 1010.